# Kurt Schoenen
Kurt Schoenen (* 2. Februar 1943 in Saarlouis) ist ein deutscher Politiker (CDU).

## Leben
Schoenen absolvierte 1962 das Abitur ab und studierte anschließend an der Pädagogischen Hochschule Saarbrücken. Nach seinem Examen 1965 war er zunächst Volksschullehrer in Berus und Altforweiler. An der Universität des Saarlandes nahm er ein Studium der Germanistik und Geschichte auf, das er 1974 mit dem Staatsexamen abschloss. Danach unterrichtete er bis 1983 am Max-Planck-Gymnasium in Saarlouis und war 1983/84 Studiendirektor sowie stellvertretender Schulleiter am Saarlouiser Robert-Schuman-Gymnasium.
Kurt Schoenen ist römisch-katholisch. Er ist verheiratet und hat zwei Töchter, darunter die Chansonsängerin Anne Schoenen.

## Politik
Der CDU gehört Schoenen seit 1968 an. Von 1972 bis 1978 war er 	Kreisvorsitzender der Jungen Union Saarlouis. In den Jahren 1977 bis 1991 war er stellvertretender Kreisvorsitzender und danach bis 2000 Kreisvorsitzender der CDU Saarlouis. Außerdem hatte er von 1975 bis 1990 den Ortsvorsitz der CDU in Altforweiler inne.
Dem Gemeinderat von Überherrn gehörte er von 1974 bis 1991 an (seit 1981 als Fraktionsvorsitzender). Im Juli 1984 konnte er für Alfred Wilhelm in den Landtag des Saarlandes nachrücken, in den er vier Mal in Folge wiedergewählt wurde. Während seiner letzten Legislaturperiode (1999–2004) bekleidete er im Parlament das Amt des Vizepräsidenten.
Schoenen ist seit 2001 saarländischer Landesvorsitzender des Volksbunds Deutsche Kriegsgräberfürsorge. Er ist außerdem Vorsitzender der Kreisverkehrswacht Saarlouis und gehörte dem Medienrat der Landesmedienanstalt Saarland an. Seit 2008 ist er Präsident des Europa-Denkmal-Berus e.V.